# Thiazoline
Thiazoline (C3H5NS) is een heterocyclische verbinding, bestaande uit een vijfring met drie koolstof-, 1 stikstof- en 1 zwavelatoom. In zuivere toestand is het een kleurloze vloeistof.
Thiazoline is theoretisch gezien het partieel gehydrogeneerde derivaat van thiazool en dus niet aromatisch.

## Synthese
Thiazoline en ook de derivaten ervan werden aanvankelijk bereid door een dialkylering van thioamiden. Tegenwoordig worden ze bereid uit derivaten van 2-amino-ethaanthiol.

## Voorkomen
Thiazoline wordt in zuivere vorm zelden aangetroffen, maar de gesubstitueerde derivaten zijn biologisch actieve verbindingen. Zo worden tijdens de posttranslationele modificatie thiolgroepen van cysteïne omgezet in thiazolines. Verder komt thiazoline voor als structuurelement in talrijke bio-organische verbindingen, zoals luciferine.

## Toepassingen
Gesubstitueerde thialozines worden aangewend om het aminozuur cysteïne op industriële schaal te kunnen vervaardigen. Dit gebeurt volgens een methode die begin jaren '80 van de 20e eeuw door het bedrijf Wacker Chemie werd ontwikkeld. Dit proces verloopt in twee stappen. De eerste stap laat de dubbele binding van de thiazolinering met waterstofcyanide reageren, waarbij het overeenkomstig nitril ontstaat. De tweede stap bestaat uit een proces waarbij het nitril gehydrolyseerd wordt met waterstofchloride en water, waarbij een ringopening leidt tot het hydrochloride van cysteïne.
2-thiazoline-2-thiol wordt gebruikt als hoofdcomponent van een additief, nodig voor het zuurrijk verkoperen van metalen. Het zorgt voor een goede helderheid.